# Globignatha sedgwicki
Globignatha sedgwicki is een spinnensoort uit de familie Symphytognathidae. De soort komt voor in Belize.